# 권영희 (서울특별시의원)

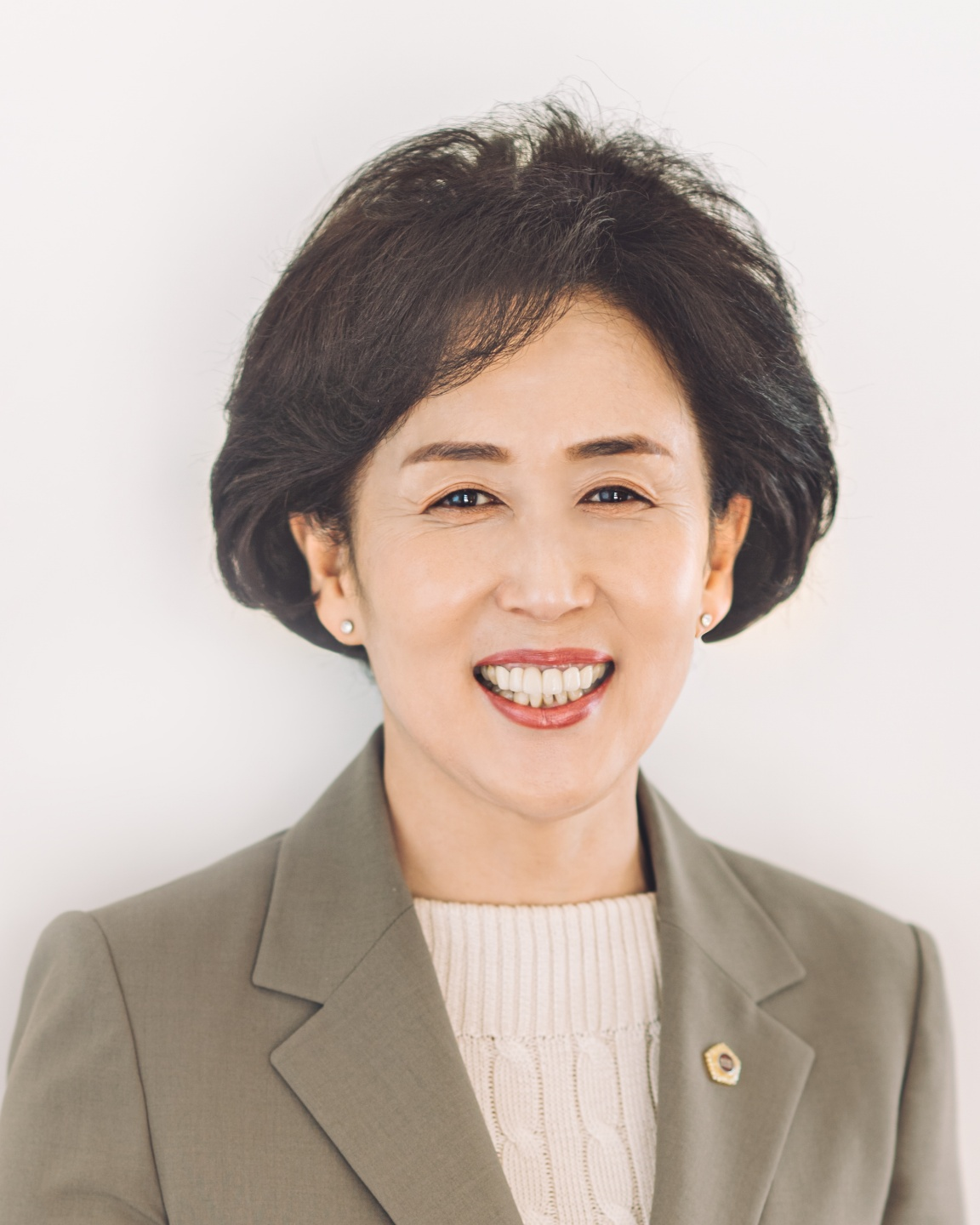
대한약사회장

권영희(權瑛姬, 1959년 5월 24일 ~)는 제41대 대한약사회 회장이다.

## 학력
- 동국대학교 대학원 약학대학 사회약학 박사 수료
- 숙명여자대학교 임상약학대학원 석사과정 졸업
- 서울대학교 약학대학 임상약학연수교육과정 1기
- 성균관대학교 삼성서울병원 임상약학전문가과정 1기
- 숙명여자대학교 약학대학 학사

## 경력
- 현 대한약사회장
- 전 서울시약사회장
- 한국마약퇴치운동본부 부이사장
- 2018년 7월 제10대 서울특별시의회 의원
- 2014.03 ~ 2018.03 서울특별시 성평등위원회 위원
- 2020.10 ~ 2021.10 숙명약학대학 개국동문회 회장
- 1990.05 ~ 현재 서초구 서초당약국 대표약사
- 2019.2 ~ 2021.10 서울시약사회 감사
- 2017.09 ~ 2019. 제18기 민주평화통일자문회의 서초구협의회 부회장
- 2016.02 ~ 2019.2  서울특별시약사회 정책본부장
- 2016.01 ~ 2018.12  서초구약사회 회장
- 2014.02~ 2016.02 서울특별시 여성단체연합회 부회장
- 2013.02~ 2016.02 서울특별시약사회 여약사회장
- 2010.01~ 2013.01 서초구약사회 여약사회장
- 2007.03~ 2008.02 서초고등학교 운영위원장

수상
- 2021.07 대한민국경제문화공헌대상 수상
- 2019.11 서울시의원 지방자치 의정대상 수상
- 2019.12 대한약사회 여약사대상
- 2018.03 서울특별시장 감사패
- 2018.02 서울특별시의회의장 표창장
- 2015.09 대한약사회장 표창패
- 2015.02 식품의약품안전처장 표창장
- 2015.02 서울특별시여성단체연합회 감사장
- 2015.01 서울특별시장 표창장
- 2013.12 대한적십자사 표창장
- 2013.02 서울특별시약사회 표창패
- 2013.01 서초경찰서 감사장
- 2012.09 서울특별시약사회 감사패
- 2012.01 서초경찰서 감사장
- 2011.01 서초구청장 표창장
- 2009.01 숙명여자대학교 약학대학 개국동문회 표창장
- 2008.02 서초고등학교 감사패
- 2006.02 서울시의사회 의료봉사단 감사장

## 역대 선거 결과
|  | 45.38% |

|  | 50.92% |